# Azar Nafisi
Azar Nafisi (persiska: آذر نفیسی) är en iranskfödd professor och författare. Hon är född 1  december 1955 i Teheran, Iran, men numera amerikansk medborgare. Födelseåret kan även vara 1947 eller 1948.
Nafisi är främst känd för sin bok Att läsa Lolita i Teheran: liv genom böcker (2003). Den utkom på svenska i översättning av Maria Ekman 2005.